# Apatosaurus
 Apatosaurus  („trügerische Echse“; jüngeres Synonym [möglicherweise jedoch verwandte eigenständige Gattung]:  Brontosaurus  [„Donnerechse“]) ist eine Gattung sauropoder Dinosaurier aus der Familie Diplodocidae. Sie zählt zu den bekanntesten Dinosauriern. Apatosaurus lebte im Oberjura (Kimmeridgium bis Tithonium), seine Fossilien wurden in den westlichen USA (Colorado, Oklahoma, Wyoming und Utah) gefunden.

## Beschreibung
Apatosaurus erreichte eine Länge von 21 bis 26 Metern, sein Gewicht wird auf 30 bis 35 Tonnen geschätzt. Er war kräftig gebaut, aber nicht so lang wie der nah verwandte, ähnlich gebaute Diplodocus. Sein Schwanz war jedoch länger und bestand aus 82 Wirbeln. Früher wurde diskutiert, ob er ihn zur Abwehr von Feinden einsetzte, dies scheint jedoch unwahrscheinlich, da der Schwanz am Ende nicht stabil gebaut war, keine Verletzungen aufweist und die seitliche Beweglichkeit des Schwanzes eingeschränkt war. Womöglich konnte er jedoch einen Überschallknall erzeugen, dies hätte zur innerartlichen Kommunikation dienen können. Der Schädel war wie der aller Diplodociden lang und niedrig.
Er war wie alle Sauropoden ein Pflanzenfresser. Parallel verlaufende, versteinerte Fußspuren zeigen, dass er zumindest zeitweise in Herden lebte.

## Entdeckungen
Der US-amerikanische Paläontologe Othniel Charles Marsh entdeckte die ersten Fossilien und nannte das Tier 1877 Apatosaurus ajax. Zwei Jahre später fand er weitere Reste und beschrieb diese als Brontosaurus excelsus. Seit 1903 wurde angenommen, dass die beiden Gattungen identisch seien. Gemäß den Internationalen Regeln für die Zoologische Nomenklatur (ICZN) hätte der ältere Name, in diesem Fall Apatosaurus, Gültigkeit (Prioritätsregel). Bis 1975 war kein Schädel von ihm bekannt, daher wurde er bis dahin meist mit dem Schädel von Camarasaurus rekonstruiert. Dieser ist gedrungener und höher gebaut als der Schädel von Apatosaurus.

## Eigene GattungBrontosaurus
Eine im April 2015 veröffentlichte Studie kommt zu dem Ergebnis, dass Brontosaurus deutlich verschieden von Apatosaurus ist und demzufolge als eigenständige Gattung mit den Arten Brontosaurus excelsus, Brontosaurus yahnahpin und Brontosaurus parvus gültig ist. Dies fand als „Wiederauferstehung des Brontosaurus“ ein weites Echo in der populärwissenschaftlichen Presse und der Tagespresse. Ob jedoch diese Revision langfristig gültig bleibt, muss abgewartet werden.